# Finn Olav Gundelach
Finn Olav Gundelach (ur. 23 kwietnia 1925 w Vejle, zm. 13 stycznia 1981 w Strasburgu) – duński dyplomata i ekonomista, od 1973 do 1981 członek Komisji Europejskiej.

## Życiorys
Syn nauczyciela Alberta i dentystki Jenny Hobolt. Kształcił się w rodzinnej miejscowości, a w 1951 został absolwentem ekonomii na Uniwersytecie w Aarhus. Wstąpił następnie do duńskiej służby zagranicznej, początkowo pracując jako kierownik sekcji w ministerstwie, potem od 1955 do 1959 był stałym przedstawicielem Danii przy Organizacji Narodów Zjednoczonych w Genewie. Od 1959 zatrudniony na stanowisku dyrektorskim w strukturach GATT, w tym jako zastępca sekretarza generalnego (1962–1965) i zastępca dyrektora generalnego (1965–1967) tej organizacji. W latach 1967–1973 pełnił funkcję ambasadora Danii przy Wspólnotach Europejskich.
Od 1973 do śmierci był pierwszym duńskim członkiem Komisji Europejskiej, którą w tym czasie kierowali François-Xavier Ortoli, Roy Jenkins i Gaston Thorn, od 1977 do 1981 zajmował w niej stanowisko wiceprzewodniczącego. Odpowiadał w strukturach KE za rynek wewnętrzny (1973–1977) oraz rolnictwo (1977–1981). Zmarł kilka dni po rozpoczęciu urzędowania przez komisję Gastona Thorna na zawał serca.
Od 1953 był żonaty z Vibeke Rosenvinge.